# La Gioconda
|  | Aquest article tracta sobre el quadre de Da Vinci. Si cerqueu l'òpera de Ponchielli, vegeu «La Gioconda (Ponchielli)». |

La Gioconda o Monna Lisa és una pintura de Leonardo da Vinci, el retrat més famós de la història i, potser, el quadre més famós de la pintura occidental. És un retrat de mig cos en què apareix una dona que mira directament l'espectador amb una expressió que sovint ha estat descrita com a enigmàtica. Fou pintat entre 1503 i 1506; és un oli sobre taula d'àlber de 77 × 53 cm retocat diverses vegades per l'autor. La tècnica usada va ser l'esfumat (sfumato), procediment molt característic de Leonardo. El quadre és propietat del govern francès i està exposat al Museu del Louvre de París amb el títol Portrait de Lisa Gherardini, épouse de Francesco del Giocondo (Retrat de Lisa Gherardini, esposa de Francesco del Giocondo). Protegit per múltiples sistemes de seguretat i ambientat perquè es preservi de manera òptima, està sotmès a un procés de revisió constant per a verificar-ne i prevenir-ne el deteriorament.
La fama d'aquesta pintura no s'explica únicament per la tècnica emprada o per la seva bellesa, sinó pels misteris que l'envolten, com ara l'enigmàtica expressió del rostre, que ha generat molts comentaris i controvèrsies que s'han intentat respondre amb diverses investigacions. Per exemple, alguns estudis històrics han permès determinar que la model del quadre podria ser una veïna de Leonardo, que es podrien conèixer els seus descendents i que la model podria haver estat embarassada. Malgrat totes les suposicions, les respostes en ferm als diversos interrogants són clarament insuficients, i això genera una curiositat més gran entre els admiradors del quadre.
A més, a la llegenda que envolta La Gioconda cal afegir-hi el robatori del 1911, les múltiples reproduccions que se n'han fet, els enigmes sobre la identitat de la model o el secret del seu somriure, les múltiples obres d'art que s'hi han inspirat i la quantitat de paròdies que ha inspirat; tot plegat ha contribuït a convertir La Gioconda en el quadre més famós del món, que cada any visiten milions de persones.

## Títol de l'obra
El nom de Monna Lisa apareix per primera vegada en la biografia de Leonardo da Vinci de Giorgio Vasari, publicada trenta-un anys després de la mort de Leonardo. Allí s'identifica la dona del retrat amb Lisa Gherardini, la tercera esposa del benestant mercader florentí Francesco del Giocondo. Monna era una contracció comuna de la paraula italiana madonna (dama). En italià modern, madonna se sol abreujar monna. Per influència de l'anglès, a vegades també es troba escrit Mona Lisa.
L'altre títol amb què es coneix l'obra, La Gioconda, és un joc de paraules amb la forma femenina de Giocondo, que en italià significa «alegria plàcida» (jocunda, en català), cosa que crea un doble sentit amb el nom del suposat marit de la dama i l'expressió del rostre que caracteritza el retrat.
Tant La Gioconda com Monna Lisa són denominacions que van quedar establertes com a títols de l'obra al segle xix. Anteriorment, el quadre havia rebut diversos noms descriptius, com ara Certa senyora florentina o La cortesana amb vel.

## Autor

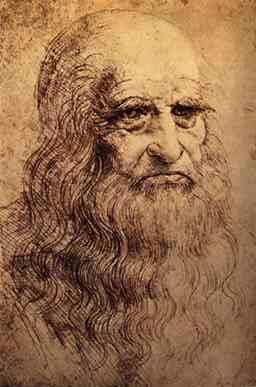
Leonardo da Vinci

Leonardo da Vinci va néixer a la masia d'Anchiano, al municipi de Vinci, a Itàlia. Fruit de la relació il·legítima del notari ser Piero i la seva serventa, Catarina Vacca; a  catorze anys, va entrar a treballar al prestigiós taller del pintor florentí Andrea del Verrocchio, on va estudiar al costat de Sandro Botticelli i Perugino. Al llarg de la seva vida, va desenvolupar l'estudi de les matemàtiques, la geometria, la perspectiva i totes les ciències de l'observació del medi natural, que en la seva època es consideraven indispensables. Com a educació complementària, també va estudiar arquitectura i enginyeria. Leonardo va ser el màxim exponent de l'humanista renaixentista, i va destacar amb brillantor en múltiples disciplines. Va servir persones tan diferents i influents com Llorenç el Magnífic, el duc de Sforza, els sobirans de Màntua i el rei Francesc I de França.
Entre les seves obres més destacades, cal citar la Mare de Déu de les roques, La batalla d'Anghiari, El Sant Sopar i La Gioconda.

## Història

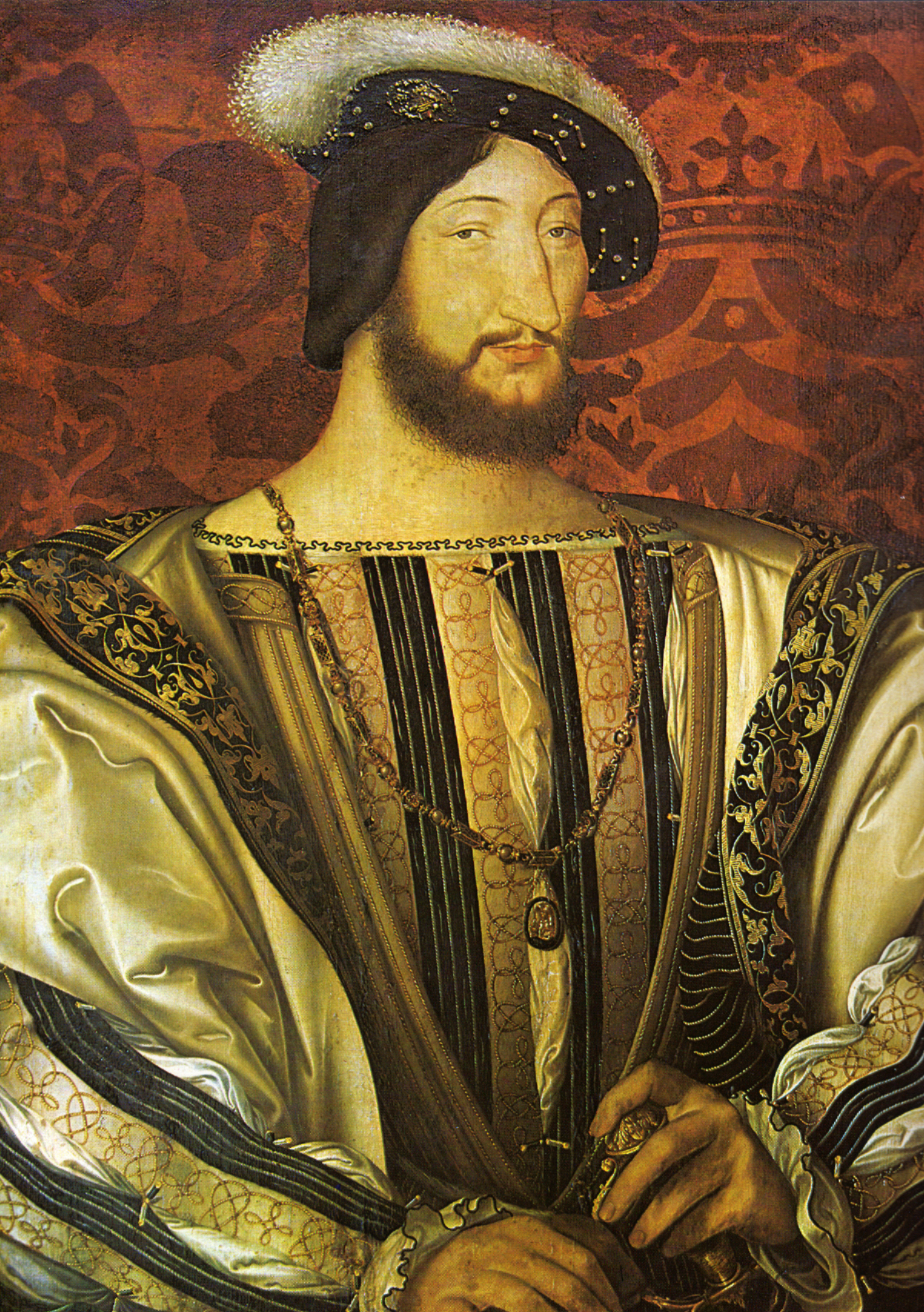
El rei Francesc I de França, un dels posseïdors del quadre

De La Gioconda, s'ha dit que és el retrat més famós de la pintura occidental. La seva fama és deguda, probablement, a les múltiples referències literàries que s'hi han fet, a les diverses interpretacions sobre la protagonista i a l'escandalós robatori del 21 d'agost del 1911.
És, a més a més, l'última gran obra de Leonardo, si es té en compte que va continuar retocant-la fins als seus darrers anys. Quan Leonardo se'n va anar a Roma a instàncies del nou papa, la seva vida es va fer monòtona i gens productiva. Leonardo va morir sense encàrrecs importants, sota la protecció de Lleó X, Giovanni de Mèdici, fill del gran Llorenç el Magnífic.

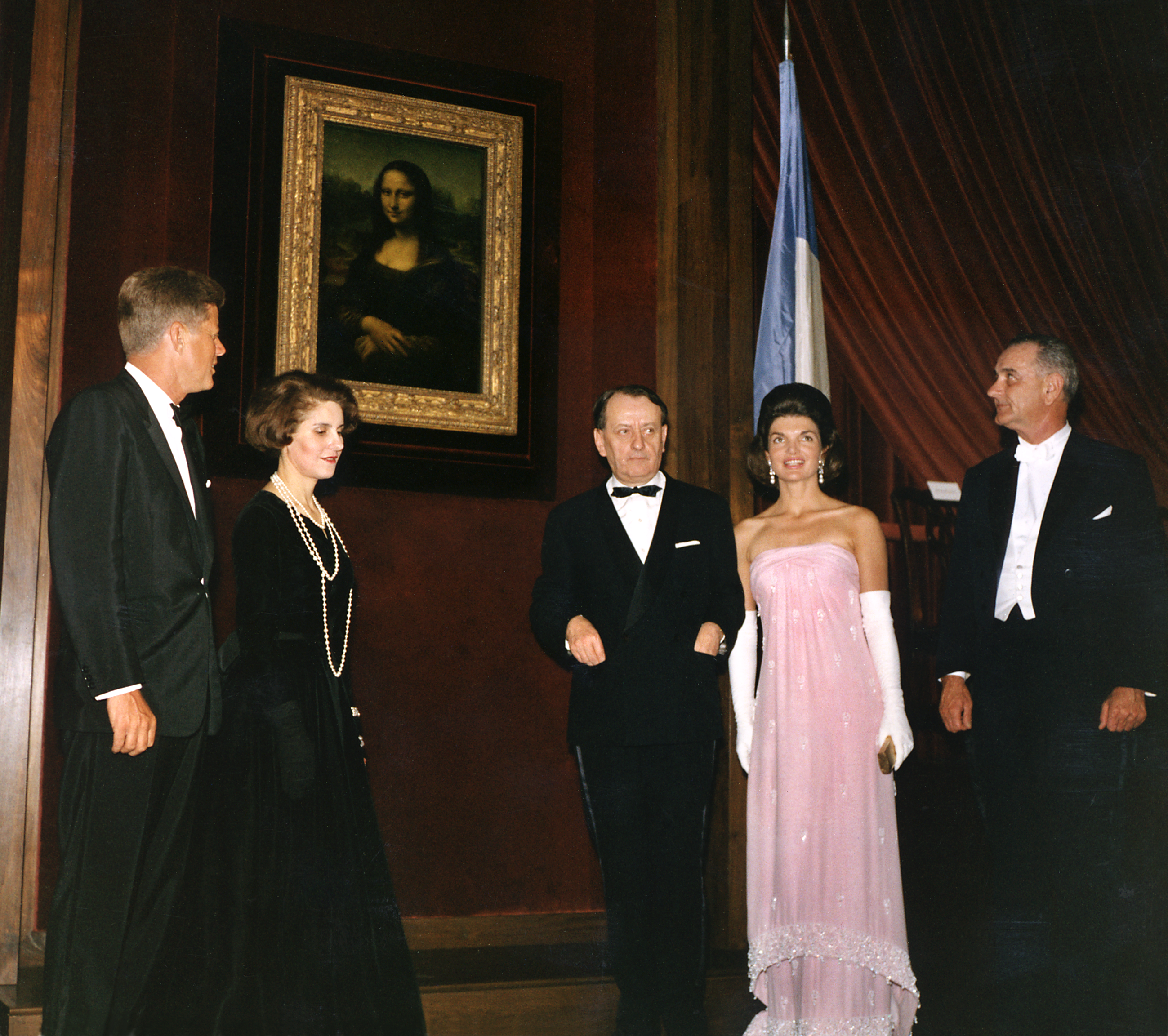
La Gioconda, exposada a Washington el 1963 amb els Kennedy, Lyndon B. Johnson, André Malraux —ministre francès de Cultura— i la seva esposa

Després d'acabar el quadre, Leonardo va portar la seva obra a Roma i després a França, on es va conservar fins a la seva mort. Se sap que va passar a mans del rei francès Francesc I, que l'hauria comprada per un valor de 4.000 escuts d'or, encara que no és clar si va ser el 1517, abans de la mort de l'artista, o després de la seva defunció, el 1519.
A la mort del rei, l'obra va ser traslladada a Fontainebleau, després a París i més tard al Palau de Versalles. Està comprovat que el retrat es va conservar a les col·leccions reials franceses i que, amb la Revolució francesa, va arribar al Museu del Louvre; Napoleó la'n va retirar per col·locar-la a la seva cambra personal, i més endavant la va tenir emmagatzemada al Palau de les Teuleries.
Finalment, va tornar al museu, on ha estat fins avui. Fins a l'any 2005, va estar col·locada en un lloc destacat de la Sala Rosa, i aquest any va ser traslladada al Saló dels Estats. És pertinent dir que la majoria de dades sobre el quadre es tenen gràcies al treball biogràfic del pintor contemporani Giorgio Vasari.
El gener del 1963, el ministre de Cultura francès, André Malraux, va enviar La Gioconda als Estats Units, on va ser rebuda pel president John Kennedy. Va ser exposada a la National Gallery of Art de Washington i, a continuació, al Metropolitan Museum of Art de Nova York; en total, la van admirar 1,7 milions de visitants. L'obra va fer dos viatges més l'any 1974 per ser exposada a Rússia i al Japó.

## Tècnica

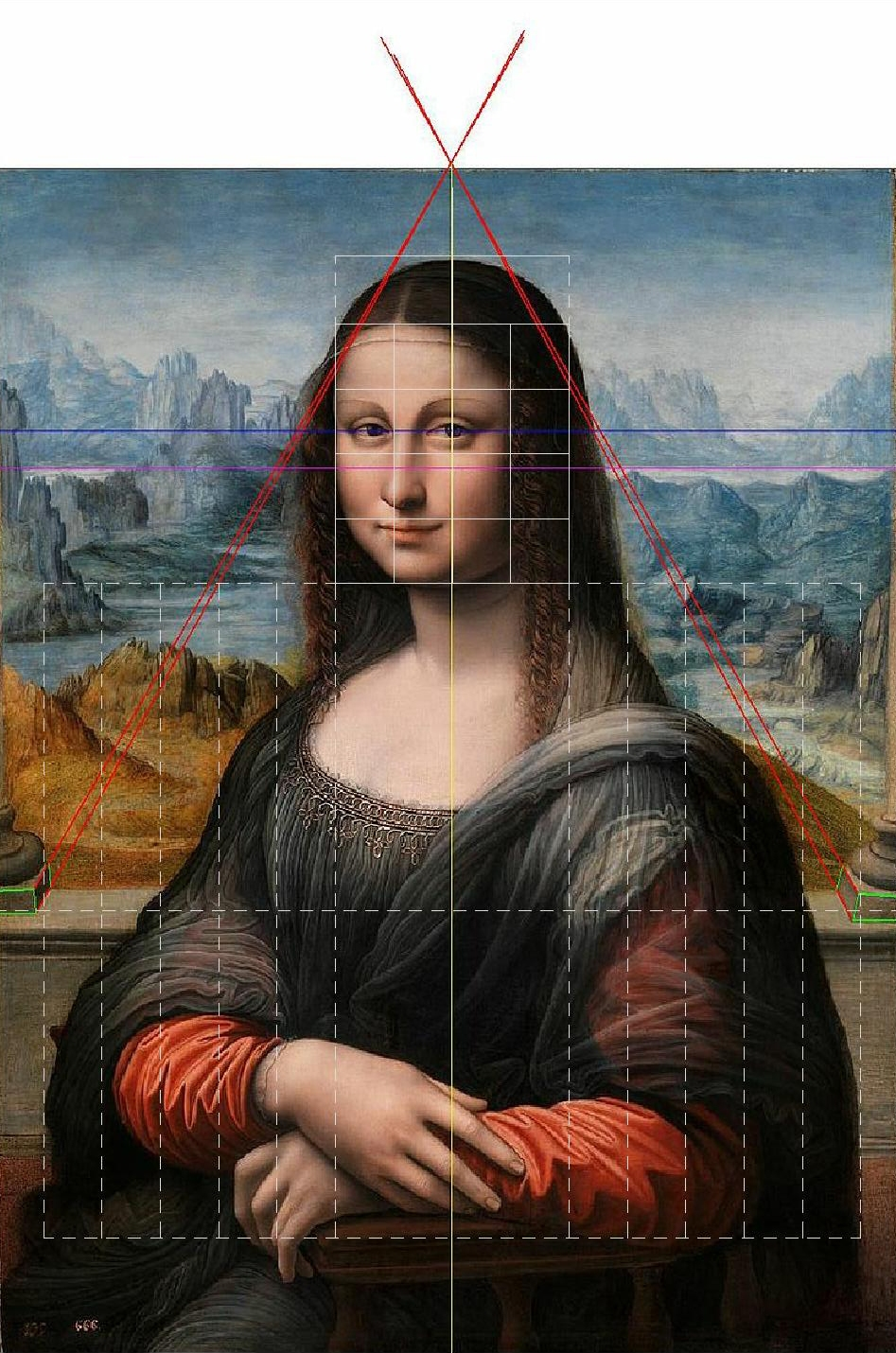
Perspectiva i proporcions pròpies de Leonardo a l'obra del museo del Prado, en canvi no es troben a l'obra del Louvre

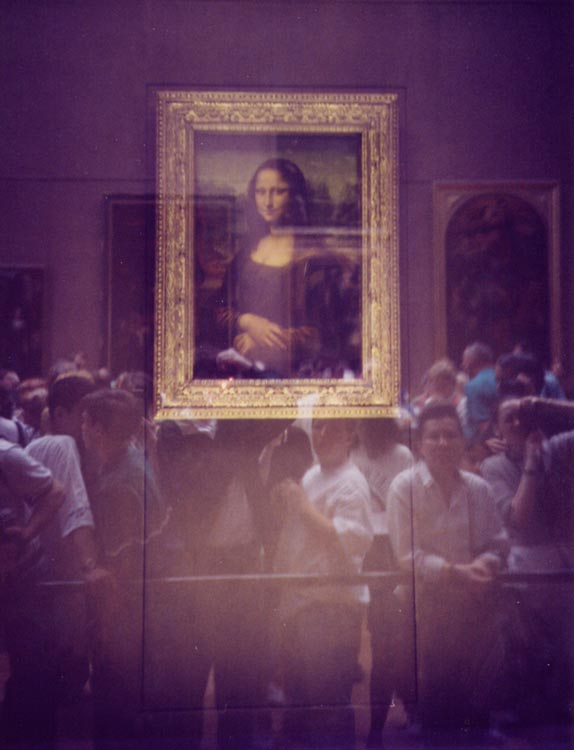
Pintura que s'exhibeix darrere el vidre antibales al Louvre

Leonardo va dibuixar un esbós del quadre i després va aplicar l'oli diluït en oli essencial. Aquesta tècnica es coneix amb el nom de sfumato, i consisteix a prescindir dels resseguiments nets i precisos del Quattrocento per embolcallar-ho tot en una espècie de boira imprecisa que «esfuma» els perfils, crea la impressió d'estar totalment immersos dins l'atmosfera de l'obra i fa que sembli que la figura té tres dimensions.
El quadre se sosté damunt una taula de fusta d'àlber extremament fràgil, que està recoberta per diverses capes de guix. Actualment, es conserva en una urna de vidre de quaranta centímetres de gruix a prova de bales, i rep un tractament especial per a evitar els reflexos de la llum.
La cambra que acull el quadre està dissenyada per mantenir una temperatura constant de vint graus i un 50 per cent d'humitat relativa; d'aquesta manera, es garanteixen unes condicions òptimes per al manteniment de la pintura.
A la meitat superior del retrat, hi ha una esquerda de dotze centímetres, probablement a causa de l'eliminació del bastiment original, encara que un estudi amb infrarojos ha revelat que l'esquerda pot ser tan antiga com el llenç mateix. Aquesta esquerda es va reparar fa temps; es calcula que devia ser en algun moment entre la meitat del segle xviii i començaments del xix. El 2004, per descartar qualsevol perill, es va crear un equip de restauradors francesos que s'encarreguen de vigilar permanentment l'estat de la pintura per tal de prevenir qualsevol tipus d'alteració. El seguiment de l'estat del quadre ha determinat que es manté estable i no ha empitjorat amb el temps.

### Composició
La dama està asseguda en una butaca, recolzant els braços sobre els braços del seient. És en una galeria. A la vora esquerra del quadre, es veu la base d'una de les columnetes. El traç amb què estan pintades les mans i els ulls permet apreciar un exemple característic de la tècnica de l'esfumat. També es pot destacar el joc que hi ha entre la llum i l'ombra, un recurs utilitzat per a aconseguir més sensació de volum.

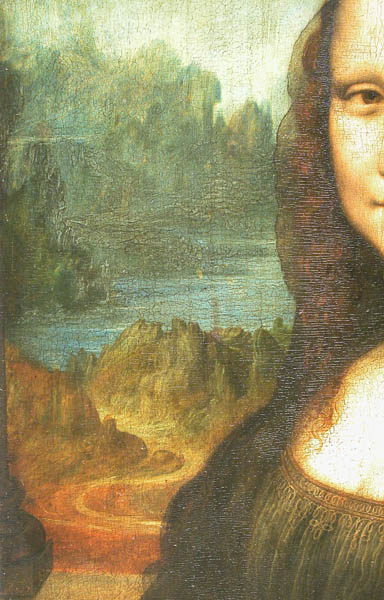
Detall del costat esquerre del paisatge

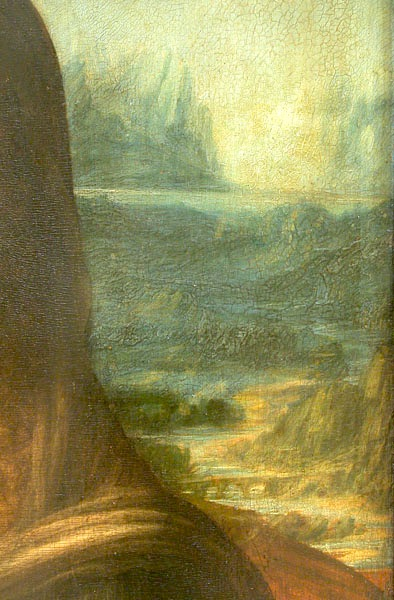
Detall del costat dret del paisatge

La galeria dona a un paisatge inspirat en les vistes de què Leonardo va poder gaudir als Alps durant el seu viatge a Milà, un paisatge d'atmosfera humida i aquosa que envolta la dama. S'ha intentat localitzar la zona, que podria ser un racó de l'Arno o alguna part del llac de Como, però no hi ha cap conclusió definitiva. Moltes vegades, s'ha mirat de connectar el paisatge de cada costat de la dama, però la discordança entre les dues imatges no permet que es pugui dissenyar un model continuat. Cal tenir en compte que el costat esquerre sembla estar més alt que el dret, fet que entra en contradicció amb les lleis de la física, ja que l'aigua no es pot quedar estàtica en un desnivell del terreny. L'historiador de l'art Ernst Gombrich opina el següent:
| «                | En conseqüència, quan centrem la mirada en el costat esquerre del quadre, la dona sembla més alta o més recta que si prenem com a centre el costat dret. I el seu rostre, així mateix, sembla modificar-se amb aquest canvi de posició, perquè també en aquest cas les dues parts no es corresponen amb exactitud. | » |
| — E. H. Gombrich | |   |

D'altra banda, enmig del paisatge apareix un pont, un element característic de la civilització que podria estar assenyalant la importància de l'enginyeria i l'arquitectura.

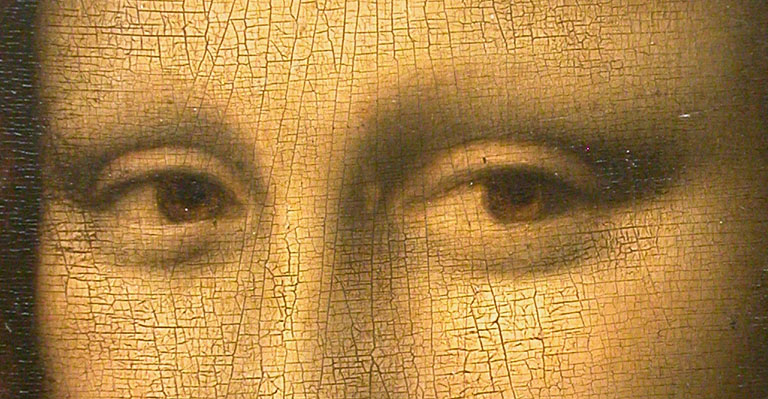
Detall de la mirada de la model

La model no té celles ni pestanyes, possiblement a causa d'una restauració massa agressiva feta en segles passats, que hauria esborrat les veladures o lleus traços amb què es van pintar. Vasari, en efecte, parla clarament de les celles: «En les celles, s'apreciava la manera en què els pèls sorgeixen de la carn, més o menys abundants i, girats segons els porus de la carn, no podien ser més reals». Segons altres experts, Leonardo mai no li va pintar celles ni pestanyes, per deixar l'expressió de la dama més ambigua, o perquè realment mai no va arribar a acabar l'obra.

La Gioconda dirigeix la mirada lleugerament a l'esquerra i mostra un somriure francament enigmàtic. Conta Vasari: 
| « | Mentre la retratava, tenia gent cantant o tocant, i bufons que la feien estar alegre, per defugir aquella malenconia que s'acostuma a donar en la pintura de retrats. | » |

Tanmateix, no hi ha cap prova d'aquesta afirmació.
Al cap, la dama hi porta una mantellina, signe de castedat i un atribut freqüent en els retrats d'esposes. El braç esquerre descansa sobre la butaca i la mà dreta està damunt d'aquest braç. Aquesta actitud transmet serenitat i la idea que domina els seus sentiments.
La tècnica de Leonardo da Vinci s'aprecia amb més facilitat gràcies a la «immersió», a la integració de la model en l'atmosfera i el paisatge que l'envolten, potenciada per l'avanç a la «perspectiva atmosfèrica» del fons, que seria un assoliment propi del barroc. També hi ajuda el fet que els colors tendeixen al to blavós i la transparència, recurs que augmenta la sensació de profunditat.
La conservació de l'obra és mitjanament bona. Acusa una fissura relativament important a la vora superior, que baixa en vertical sobre el cap del personatge, i amb el pas del temps les capes de vernís s'han esgrogueït, però es diu que els responsables del Louvre es resisteixen a abordar-ne una restauració a fons per por d'alterar l'aspecte de l'obra. Mitjançant un programa informàtic, s'ha recreat l'aspecte que hauria de tenir l'obra si se n'eliminessin les capes de brutícia. Entre el 2011 i el 2012, la restauració de la còpia conservada al Museu del Prado, pintada simultàniament al taller del mestre, ajudarà a imaginar l'aspecte que en origen va poder tenir l'obra del Louvre.

## Enigmes
Durant segles, aquesta obra de Leonardo ha generat una sèrie de preguntes que no han trobat les respostes adequades, qüestions que han apassionat molts autors i investigadors. Malgrat la gran quantitat de problemes, les solucions no solen ser del tot convincents i, per tant, hi mantenen el debat obert. Especialment durant els segles XIX i xx, les teories sobre l'origen de la dama, l'expressió del seu rostre, la inspiració de l'autor i tantes d'altres; totes han pres un gran protagonisme que ha obligat a fer una profunda anàlisi històrica i científica del retrat.

### El somriure
Al segle xvi, Leonardo da Vinci va pintar La Gioconda de manera que el somriure no s'apreciï en mirar-la directament i només aparegui quan la vista es fixa en altres parts del quadre. El joc d'ombres potencia la sensació de desconcert que crea el somriure, i no se sap si el personatge sembla somriure o si és un somriure ple d'amargor.

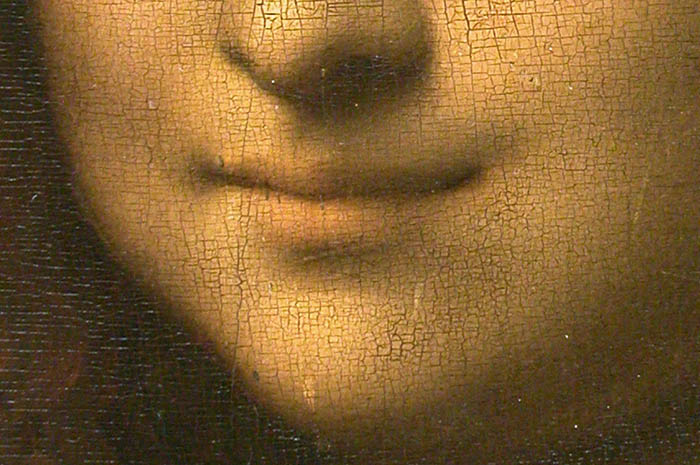
Detall del somriure de La Gioconda

Margaret Livingstone, experta en percepció visual, va revelar al Congrés Europeu de Percepció Visual que es va celebrar a La Corunya que l'enigmàtic somriure és «una il·lusió que apareix i desapareix per la peculiar manera en què l'ull humà processa les imatges».
Livingstone assenyala, a més, que els artistes fa molt més de temps que estudien la percepció visual humana que els mateixos metges especialistes en la matèria.
L'ull humà té una visió fotòpica, fòvea o directa, i una altra d'escotòpica o perifèrica. La primera serveix quan es tracta de percebre detalls, però no pas per a distingir ombres, que és l'especialitat de la segona. Leonardo va pintar el somriure de la Monna Lisa fent servir unes ombres que es veuen millor amb la visió perifèrica. Per il·lustrar aquest efecte, es pot concentrar la mirada en una única lletra sobre una pàgina impresa i comprovar com és difícil reconèixer la resta de lletres.
D'altra banda, per aclarir alguns enigmes, es va utilitzar un programari especialitzat en el «mesurament d'emocions», que es va aplicar a la pintura per obtenir dades rellevants sobre l'expressió de la model.
La conclusió del programa és que la Monna Lisa té un grau de felicitat del 83%, un grau de disgust del 9% i un 6% de temor; el 2 per cent restant correspondria al sentiment d'estar enfadada.
El programa treballa tenint en compte trets com la curvatura dels llavis i les arrugues prop dels ulls. Després de fer-ne les mesures, les compara amb una base de dades d'expressions facials femenines que conté una expressió mitjana. Així, mitjançant aquest nou programa, es podria analitzar l'estat d'ànim d'una persona mitjançant una fotografia seva o un quadre.

### Suposat embaràs i condició física

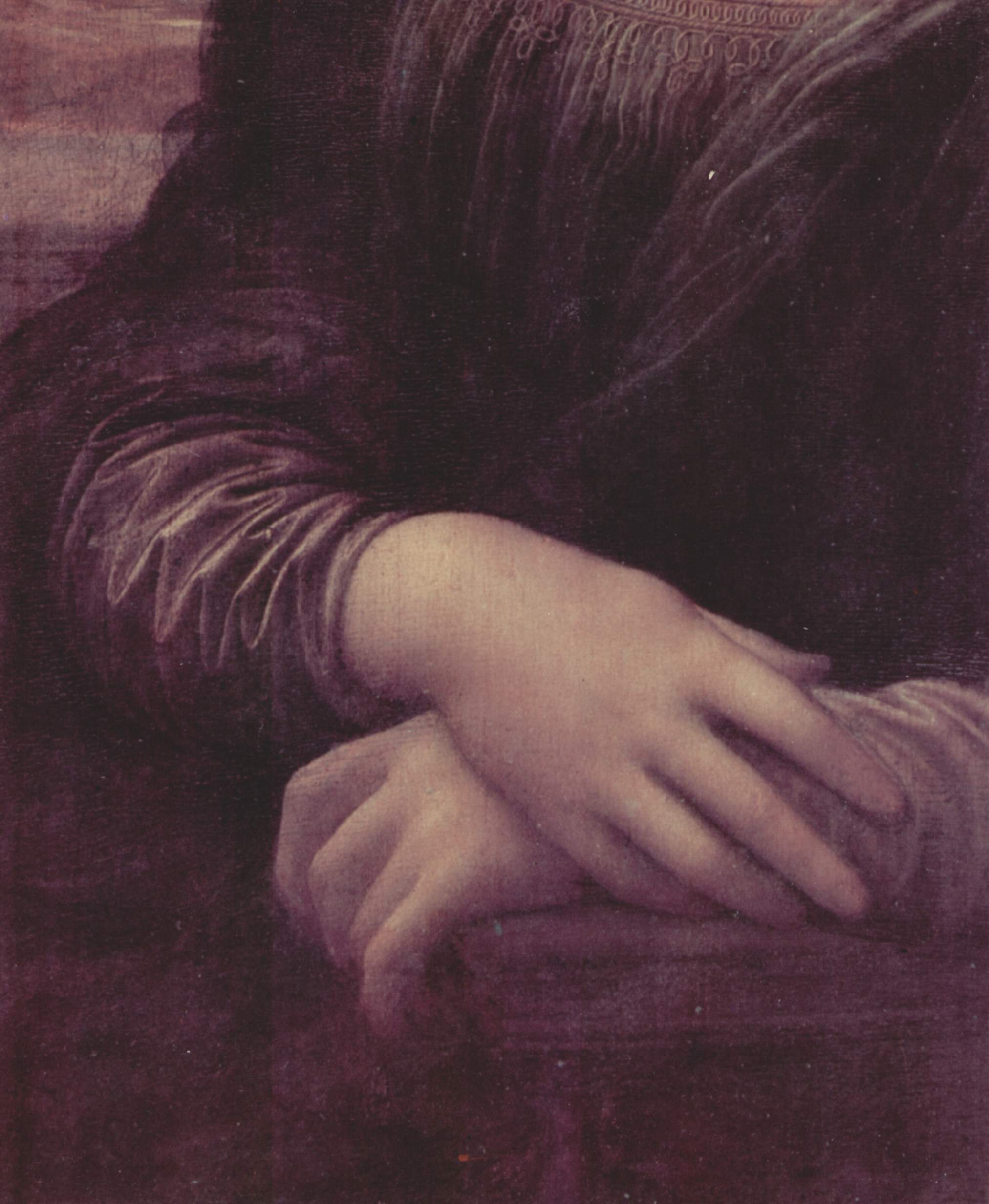
Les mans de la Gioconda sobre el ventre fan suposar que estava embarassada

Les mans sobre el ventre han fet pensar diversos investigadors que la model estava embarassada en el moment de posar. Per aclarir aquesta teoria, un grup d'investigadors va recórrer a un escàner de raigs infraroigs en tres dimensions, i els resultats els va publicar el 26 de setembre del 2006 el Consell d'Investigacions del Canadà.
L'ús d'aquesta tècnica, amb una resolució deu vegades més fina que el cabell humà, va permetre que els investigadors copsessin detalls fins ara desconeguts, com la mantellina de gasa fina i transparent que du enganxada al coll de la brusa, una peça de roba que acostumaven a portar les dones embarassades.
D'altra banda, l'estudi va revelar el pes (63 quilos) i l'estatura (1,68 m) de la model, i també que portava un monyo cobert per un bonet, que el quadre va ser col·locat al bany del rei Francesc I i que no apareix cap missatge secret en cap de les capes de la pintura, com s'explicava en la novel·la El codi Da Vinci.
Els resultats de l'estudi van ser avalats pel Consell Nacional d'Investigacions del Canadà, principal institució oficial de recerca del país. Les troballes es van presentar a Ottawa durant un acte acadèmic el 2004.
A més, el doctor Julio Cruz Hermida, de la Universitat Complutense de Madrid, afirma que la model tenia bruxisme (carrisqueig de les dents), alopècia (caiguda dels cabells) i un principi de malaltia de Parkinson.

### Identitat de la model
Hi ha diverses hipòtesis sobre la identitat de la model. El pintor i biògraf Giorgio Vasari va escriure el 1550:
| «                | Va fer per a Francesco del Giocondo el retrat de la seva dona, Mona Lisa i, malgrat dedicar-hi els esforços de quatre anys, el va deixar inacabat. Aquesta obra la té avui el rei Francesc de França a Fontainebleau. | » |
| — Giorgio Vasari | |   |

El 1625, Cassiano dal Pozzo va veure l'obra a Fontainebleau i en va escriure:
| « | Un retrat de mida natural, en taula de fusta, emmarcat en noguera tallada; és mitja figura i retrata una tal Gioconda. | » |

Gràcies a aquests testimonis s'ha identificat la model amb Lisa Gherardini, esposa de l'acabalat comerciant Francesco del Giocondo.

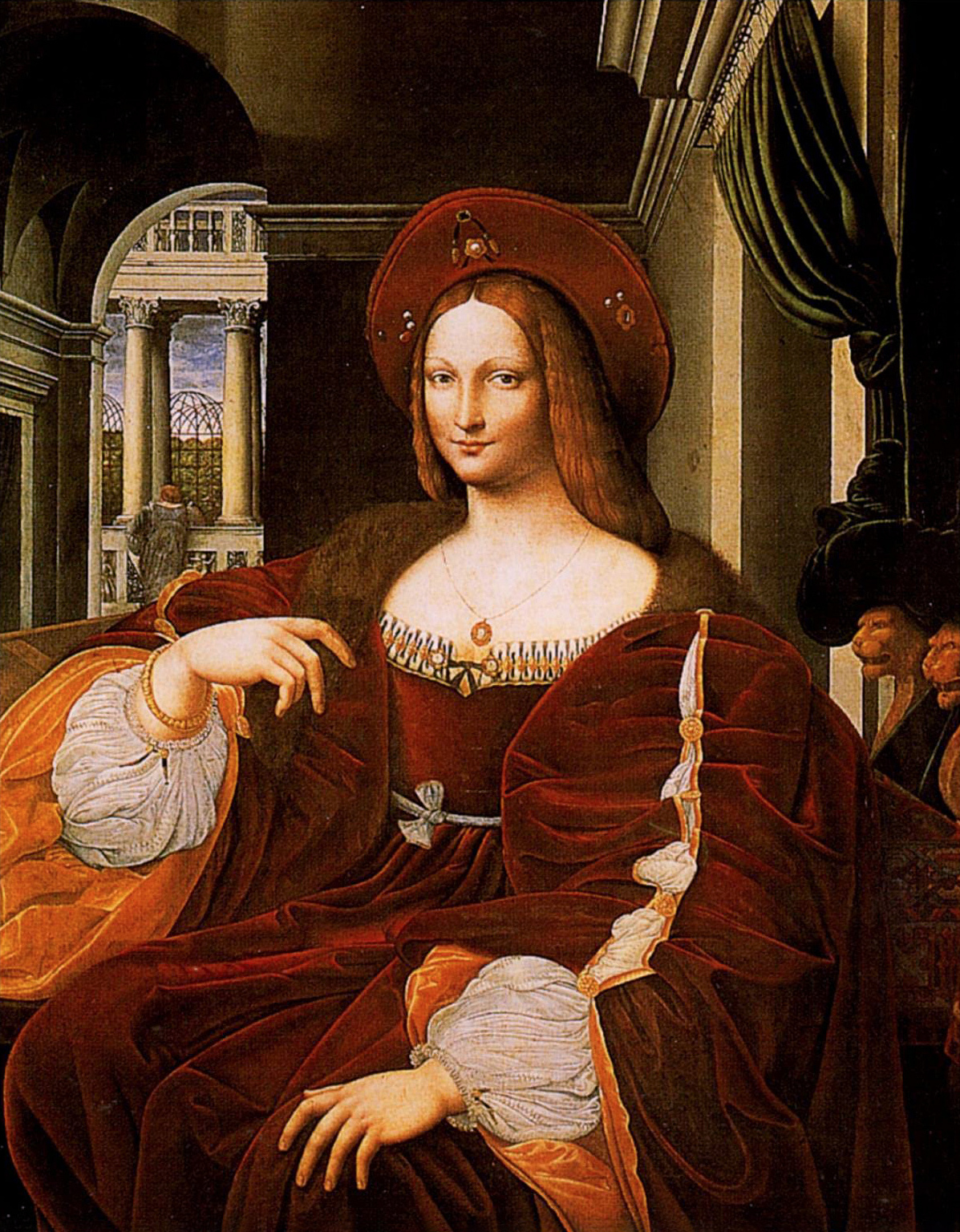
Retrat de qui se suposa que és Isabel de Nàpols, elaborat per Rafael Sanzio. Galeria Doria, Roma

Tanmateix, el 1517, abans de l'escrit de Vasari, Antonio de Beatis va visitar Leonardo al castell de Cloux i va esmentar tres quadres seus, un d'aquests d'una dama florentina pintada del natural a petició de Julià II de Mèdici.
Encara que Antonio de Beatis podria haver vist una taula diferent, aquest testimoni sembla discrepar dels de Vasari i Cassiano dal Pozzo, i en conseqüència alguns han suposat que la model era, de fet, una amiga o amant de Julià II de Mèdici.
Altres teories poc difoses afirmen que podria tractar-se d'Isabel de Nàpols, a qui Leonardo va dibuixar amb llapis per després fer un oli. També podria tractar-se de Constanza d'Avalos, duquessa de Francaville, esmentada en un poema de l'època que diu que Leonardo la va pintar «sota la formosa mantellina negra».
S'han arribat a fer altres propostes, com ara que la model podria ser una amant de Leonardo, o bé un adolescent vestit de dona, o fins i tot un autoretrat de l'autor en versió femenina,
o també, una simple dona imaginària.

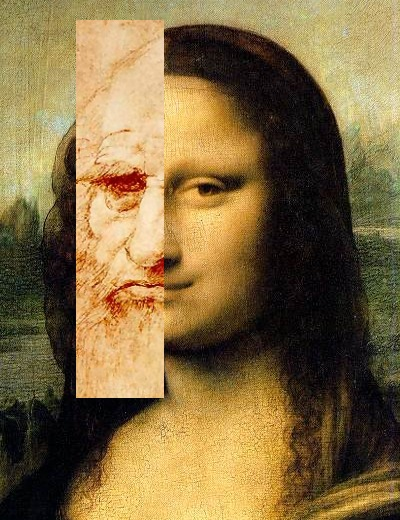
Comparació feta amb la composició de l'autoretrat de Leonardo da Vinci i la pintura de Monna Lisa

Respecte a aquest punt, Sigmund Freud va suggerir que la pintura reflectia una «preocupant masculinitat».
Per sadollar la curiositat històrica sobre la veracitat de les teories manifestades, el 1987 es van fer els primers estudis superposant un autoretrat de Leonardo a la pintura de la Mona Lisa; el resultat va mostrar una gran similitud en les dimensions i els trets físics. Els detractors d'aquesta investigació al·leguen que els traços són similars perquè l'autor és el mateix, i que és per això que neix la confusió. Lillian Swartz i Gerald Holzman, els directors de la prova, asseguren que l'autor es va autoretratar donant-se aparença de dona.
Hi ha estudiosos que creuen que el tema de la pintura és la mare de Leonardo, Caterina, en un record llunyà.
L'any 2005, Armin Schlechter, de la biblioteca de la Universitat de Heidelberg, va descobrir una nota d'Agostino Vespucci al marge d'un llibre de la col·lecció de la biblioteca que confirmava amb certesa la creença tradicional que la model del retrat era Lisa Gherardini. En aquesta acotació, l'oficial Vespucci, que era un amic proper a Leonardo da Vinci, diu: «Leonardo està treballant en tres obres pictòriques, inclòs el retrat de Lisa Gherardini». Aquesta petita anotació data de l'octubre del 1503, i és, aproximadament, quaranta-set anys anterior a les referències que hi fa Giorgio Vasari. El llibre en què es va fer el comentari sobre la Monna Lisa era de Marc Tul·li Ciceró, i aquesta edició va ser publicada el 1477.

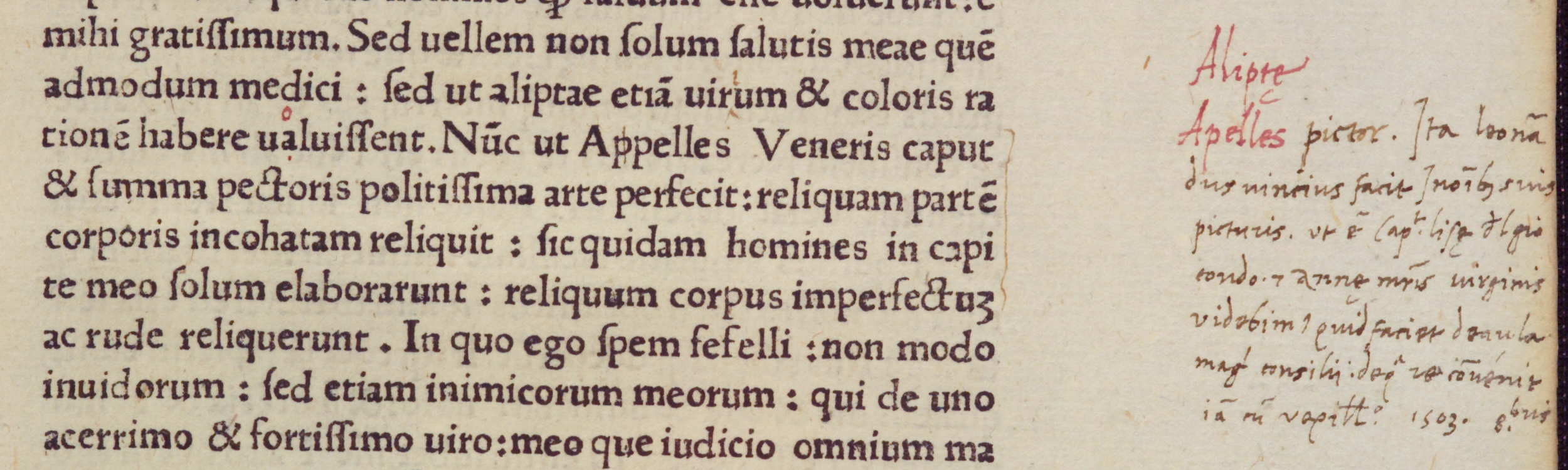
La nota d'Agostino Vespucci, amic de Leonardo da Vinci, descoberta a la Universitat de Heidelberg

L'historiador Giuseppe Pallanti, en el seu llibre La història de la Mona Lisa, tracta el tema després de vint-i-cinc anys de recerca.
Als arxius d'impostos del 1480, es pot verificar la identitat, parador i lloc de naixement de la model. Lisa Gherardini va néixer el 15 de juny del 1479 i va morir el 15 de juliol del 1542, a seixanta-tres anys, al convent de Santa Úrsula de Florència.
Segons l'historiador Pallanti, quatre anys després de quedar vídua, Gherardini va ingressar al convent, on ja era monja la seva filla Marietta.
Basant-se en aquestes dades, l'investigador genealogista italià Domenico Savini assegura que hi ha descendents de Gherardini; es tractaria de Natalia i Irina Strozzi, filles del príncep Girolamo de Toscana. En el supòsit que la model de Leonardo fos la dona que va morir al convent, el metge forense Maurizio Seracini s'ha ofert per trobar el cadàver i fer-ne una anàlisi d'ADN per establir el parentiu dels Strozzi amb Gherardini.
A més dels elements esmentats, documents oficials del cens de l'època confirmen que el pare de Leonardo da Vinci vivia exactament davant de la família de Gherardini. L'historiador suposa, sense altres proves, que el retrat va ser un regal de Giocondo a la seva esposa amb motiu del seu segon embaràs, a vint-i-quatre anys. S'ha de tenir en compte que hi ha diversos detractors de les teories exposades per Pallanti. Malgrat això, les seves explicacions són àmpliament acceptades.
Després de l'aparició d'El codi Da Vinci, algú ha abraçat la teoria minoritària sobre la relació entre Maria Magdalena i la pintura, assegurant que es tracta de la dona dels temps de Jesús de Natzaret embarassada.
Tanta ha estat l'obsessió per a aclarir la identitat de la Monna Lisa que el doctor Matsumi Suzuki, investigador japonès, va reconstruir el crani de la Gioconda amb una anàlisi òssia, i amb aquest càlcul va generar la possible veu de la model.
L'investigador assegura que la reproducció de la veu és fiable en un 90%. També ha fet la mateixa simulació per a l'autor de l'obra, tot i que en aquest cas en desconfia una mica perquè la barba reflectida als autoretrats amaga alguns detalls importants.

## El robatori

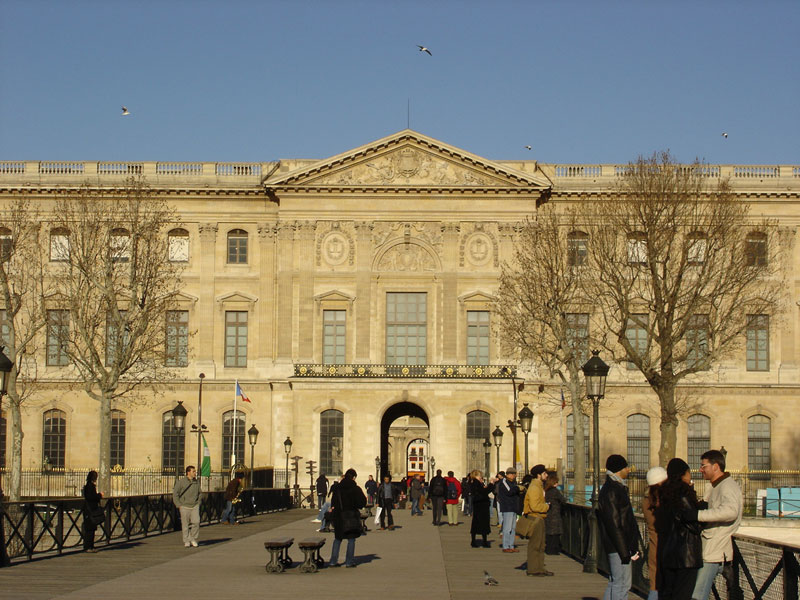
El Museu del Louvre, d'on es va robar el quadre i on s'ha exhibit fins avui

Al principi del segle xx, un comerciant argentí anomenat Eduardo Valfiemo va convèncer Vincenzo Peruggia, exempleat italià del Museu del Louvre, perquè robés el quadre, i posteriorment el va vendre per una xifra milionària.
El 21 d'agost del 1911, a les set del matí, Peruggia va arribar al Museu del Louvre vestit amb una gavardina blanca com les que feia servir el personal del museu, va despenjar el quadre i tot seguit, a l'escala Visconti, va retirar la taula del seu marc, que va abandonar. A continuació, va sortir del museu amb el quadre amagat sota la roba i el va desar en una maleta. Quan el pintor Louis Béroud va entrar a la sala per mirar el quadre, es va adonar que no hi era i va avisar els vigilants. El museu va tancar durant una setmana per dur-hi a terme la investigació.
Valfiemo va fer negocis amb cinc col·leccionistes dels Estats Units i un de brasiler, i els va vendre falsificacions fetes pel pintor Yves Chaudron, cadascuna per tres-cents mil dòlars.

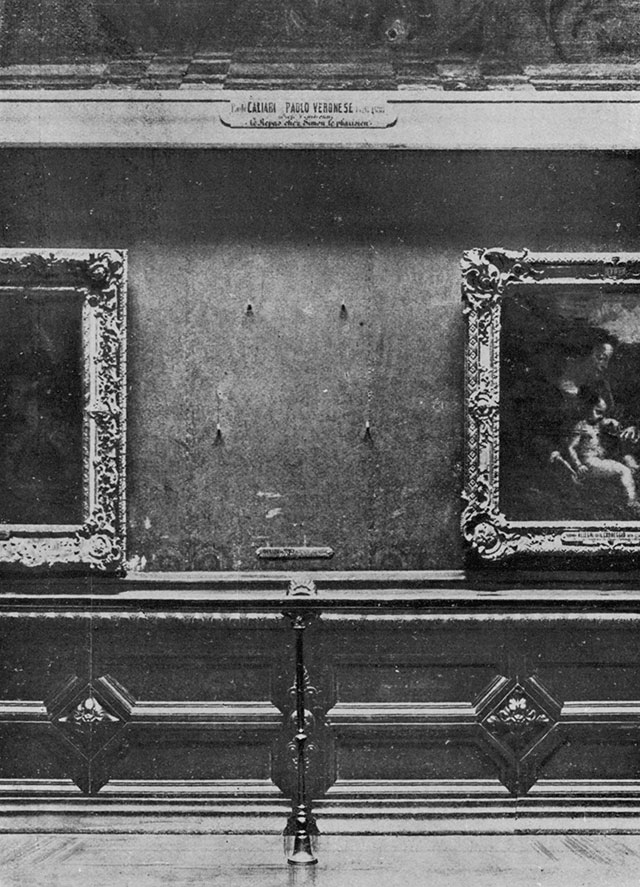
La paret del Museu del Louvre on hi havia la Monna Lisa després del robatori

Uns anys abans, al museu ja s'havien robat altres peces d'art, i això va fer suposar a la policia que tots dos esdeveniments estaven relacionats. Aquesta suposició es va mantenir fins al 6 de setembre del 1911 quan, de manera errònia, es va capturar l'escriptor Guillaume Apollinaire, que més endavant va ser declarat innocent. L'acusació es basava en unes declaracions d'Apollinaire en què havia proposat cremar el museu adduint que en aquest lloc «s'empresonava l'art». Més endavant, es va detenir el pintor Pablo Picasso; en aquest cas, perquè tenia antecedents d'haver comprat objectes d'art robats, tot i que també se'l va declarar innocent.
Mentre les investigacions per a aclarir el robatori anaven avançant, van detenir l'aventurer belga Honoré-Joseph Géry Pieret, que va confessar ser l'autor del robatori del 1906, però va declarar que no tenia res a veure amb l'acció contra La Gioconda.
Malgrat la desaparició, continuava l'afluència de visitants al museu —amb menys intensitat—, ara per observar el buit existent a la paret on abans hi havia el quadre.
La pintura va ser recuperada dos anys i cent onze dies després del robatori, i Vincenzo Peruggia va ser detingut. El detingut havia intentat vendre el quadre original al director de la Galleria degli Uffizi, Alfredo Geri, que va assistir a la cita amb Peruggia acompanyat per la policia. Peruggia va al·legar que havia perpetrat el robatori per tornar l'obra a la seva veritable pàtria, i que ell només era víctima d'un estafador; el jurat el va sentenciar a uns quants anys de presó. Abans de tornar al museu, la pintura es va exhibir a Florència, Roma i Milà.
El 1931, Valfiemo va explicar la seva història a un periodista dels Estats Units, i va revelar la identitat dels estafats amb les falsificacions.
Després del robatori, alguns pintors afirmen que es pot dubtar de l'originalitat del quadre que s'exposa al museu, ja que fàcilment podria ser-ne una còpia. Durant la Segona Guerra Mundial, el quadre va ser custodiat al castell d'Amboise i posteriorment a l'abadia de Loc-Dieu.

## Vandalisme
El 30 de desembre de 1956, Ugo Ungaza Villegas va llençar una pedra contra la Gioconda durant una exhibició al Louvre. Ungaza, de nacionalitat boliviana, va llençar la pedra amb tanta força que va trencar la vitrina i es va despendre un tros de pigment de l'obra, al colze esquerre de la figura.
La pintura estava protegida per un vidre donat que, uns anys abans, un home que declarava estar enamorat de la pintura, va intentar robar-la i la va tallar amb una fulla. Per aquest motiu, es va instal·lar un vidre a prova de bales per a protegir-la de nous atacs.
Hi ha hagut més incidents.
L'any 1974 (el 21 d'abril) mentre l'obra estava exposada al Museu Nacional de Tòquio, una dona va tirar-li pintura vermella, com acte de protesta per l'absència d'accessos habilitats per a discapacitats en el recinte del museu.
L'any 2009 (2 d'agost) una dona de nacionalitat russa —atordida per la seva denegació de ciutadania francesa— va llençar una tassa de ceràmica que havia adquirit al mateix Museu del Louvre i que es va trencar contra el vidre.
Cap d'aquestes accions va causar desperfectes al quadre.

## Influència i aspectes culturals
Gràcies a la seva fama, la Monna Lisa s'ha convertit en un símbol i una icona cultural. Se n'han fet moltíssimes reproduccions, i s'ha utilitzat en publicitat i per a incorporar-la a objectes de la vida quotidiana. Se'n poden destacar:
Reproduccions
- La còpia de millor qualitat del quadre és la que es troba al Museu del Prado de Madrid, i que hauria estat realitzada en paral·lel a l'original.[80][81][82] Quasi idèntica pel que fa a mides (76,3 × 57 cm la del Prado; 77 × 53 cm l'original), es creia que el suport de la primera era una taula de roure; tanmateix, en una recent recerca, s'ha determinat que de fet es tracta de noguer. La diferència més notòria entre totes dues, el fons, es va revelar com una repintada després d'una restauració, que va revelar també la seva gran qualitat. Alguns investigadors n'havien proposat com a possibles autors l'alemany Hans Holbein el Jove o l'espanyol Hernando Yáñez de la Almedina,[83] i fins i tot el mateix Leonardo;[84] després de la restauració realitzada el 2011, l'autoria es divideix entre dos dels alumnes més pròxims al mestre: Andrea Salai i Francesco Melzi.[82][81]
- Alguns autors afirmen que el mateix Leonardo en va fer una reproducció anomenada Isleworth Mona Lisa, però la seva autenticitat és qüestionada.[85] Aquesta pintura és propietat de Hugh Blake, que l'exhibeix de manera privada a Londres.
- La reproducció lliure de Rafael Sanzio, que s'exhibeix al mateix Museu del Louvre, com l'obra de Leonardo.[38]
- Una còpia anònima que es conserva al Parlament italià.[38]
- Una còpia en la col·lecció Luchner, a Innsbruck, que s'ha suposat que podria ser obra de Salai.[22]

Paròdies
- El 1919, el pintor dadaista Marcel Duchamp va fer una paròdia pintant la Monna Lisa amb bigoti i pera, i la inscripció L.H.O.O.Q..[86]
- El 1954, Salvador Dalí, el famós pintor surrealista, va pintar el seu autoretrat com a Dalí Mona Lisa.[87]
- El 1963, Andy Warhol va llançar una sèrie de serigrafies de colors de la Monna Lisa, afermant la seva condició d'icona al costat de Marilyn Monroe o Elvis Presley.[88]
- El pintor colombià Fernando Botero en va fer dues pintures: una el 1959, Monna Lisa a dotze anys, i una altra el 1978, Mona Lisa.[89]
- Jim Henson va muntar sobre el quadre la cara de la porqueta Piggy.[90]
- La revista The New Yorker va fer un muntatge del rostre de Monica Lewinsky damunt el quadre de Leonardo.[12]
- Samuel Clemens, a Oregon, va fer una reproducció de la Monna Lisa a base de pigments foscos sobre una gran lona.[91]

Música i cinema
- Mona Lisa (1950) és una balada de Nat King Cole i un homenatge al quadre. Durant vuit setmanes, va ser el single més venut, amb tres milions de còpies, i va aconseguir un Oscar a la millor cançó d'una banda sonora. Altres cançons sobre el quadre són Mona Lisas and Mad Hatters, d'Elton John (Honky Chateau, 1972); Mona Lisa, de Willie Nelson (Somewhere Over the Rainbow, 1981); Mona Lisa, de Slick Rick (The Great Adventures of Slick Rick, 1988), o La Mona Lisa dels Counting Crows (inèdit, 1992).
- La Gioconda (1953) és una pel·lícula de Roberto Rossellini.[92]
- Ever After (1998) és una pel·lícula d'Andy Tennant inspirada en el conte de la Ventafocs i ambientada al segle xvi. Un dels personatges és Leonardo (Patrick Godfrey), que viatja a la cort de Francesc I portant el retrat de la Mona Lisa.
- El somriure de Mona Lisa (2003) és una pel·lícula de Mike Newell que explora l'ideal femení.[93]
- Aquesta pintura va tenir un paper central en el llibre El codi Da Vinci, de Dan Brown (2003), que va ser un best-seller.[94]

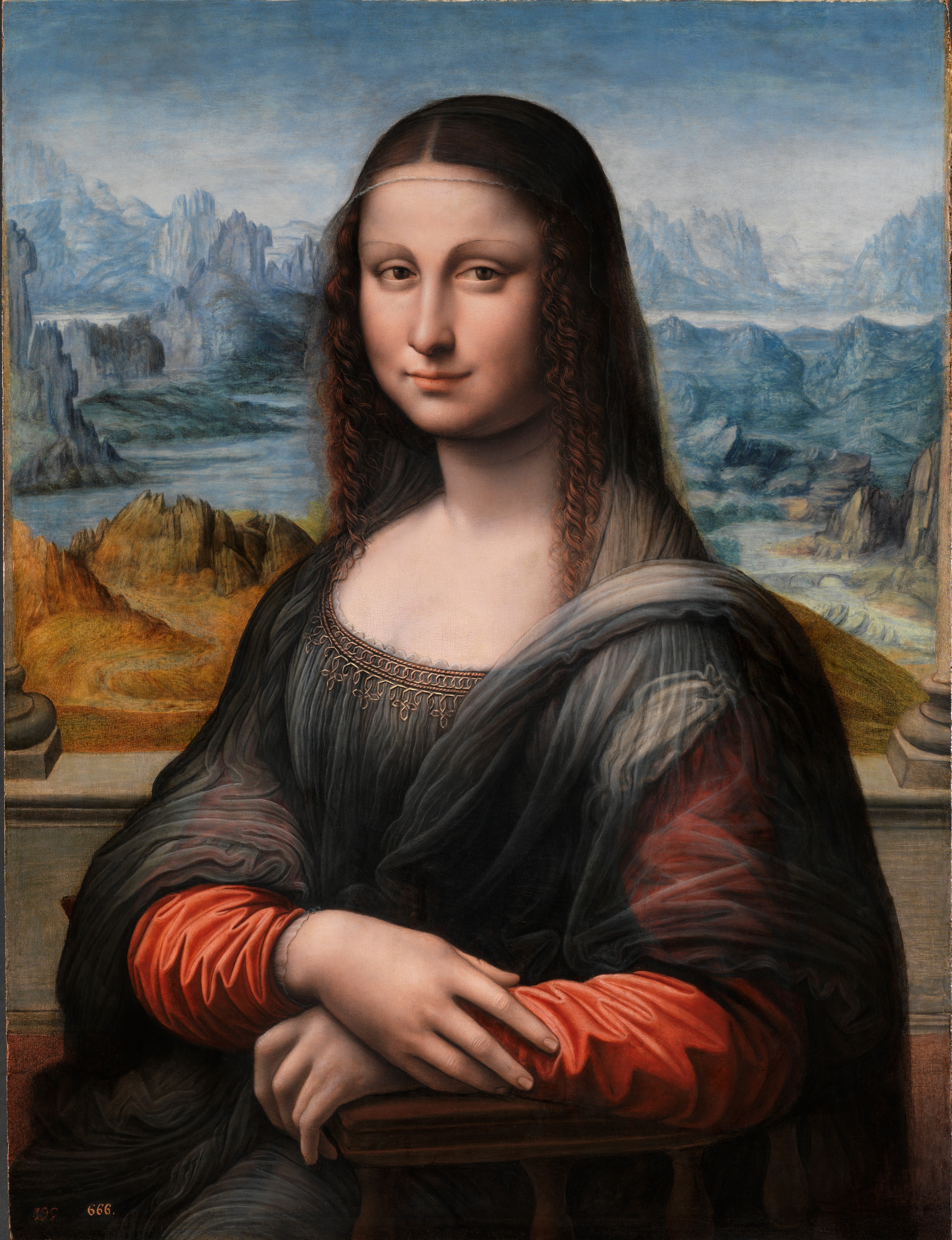
La La còpia de La Gioconda que es troba al Museu del Prado pot ajudar a imaginar l'aspecte original de l'obra de Leonardo.
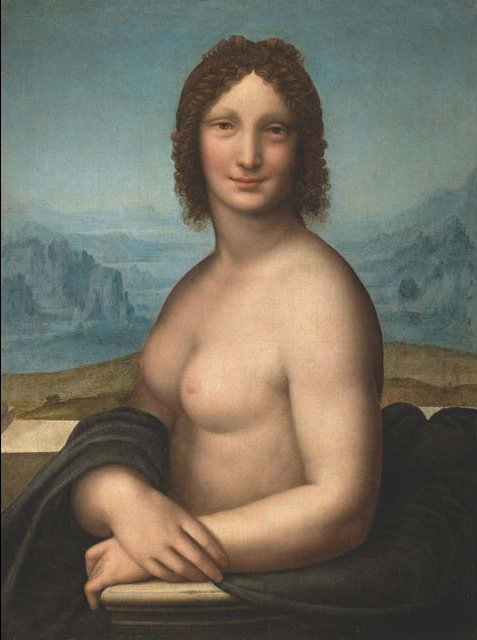
Monna Vanna, obra de Salai, alumne de Leonardo da Vinci.
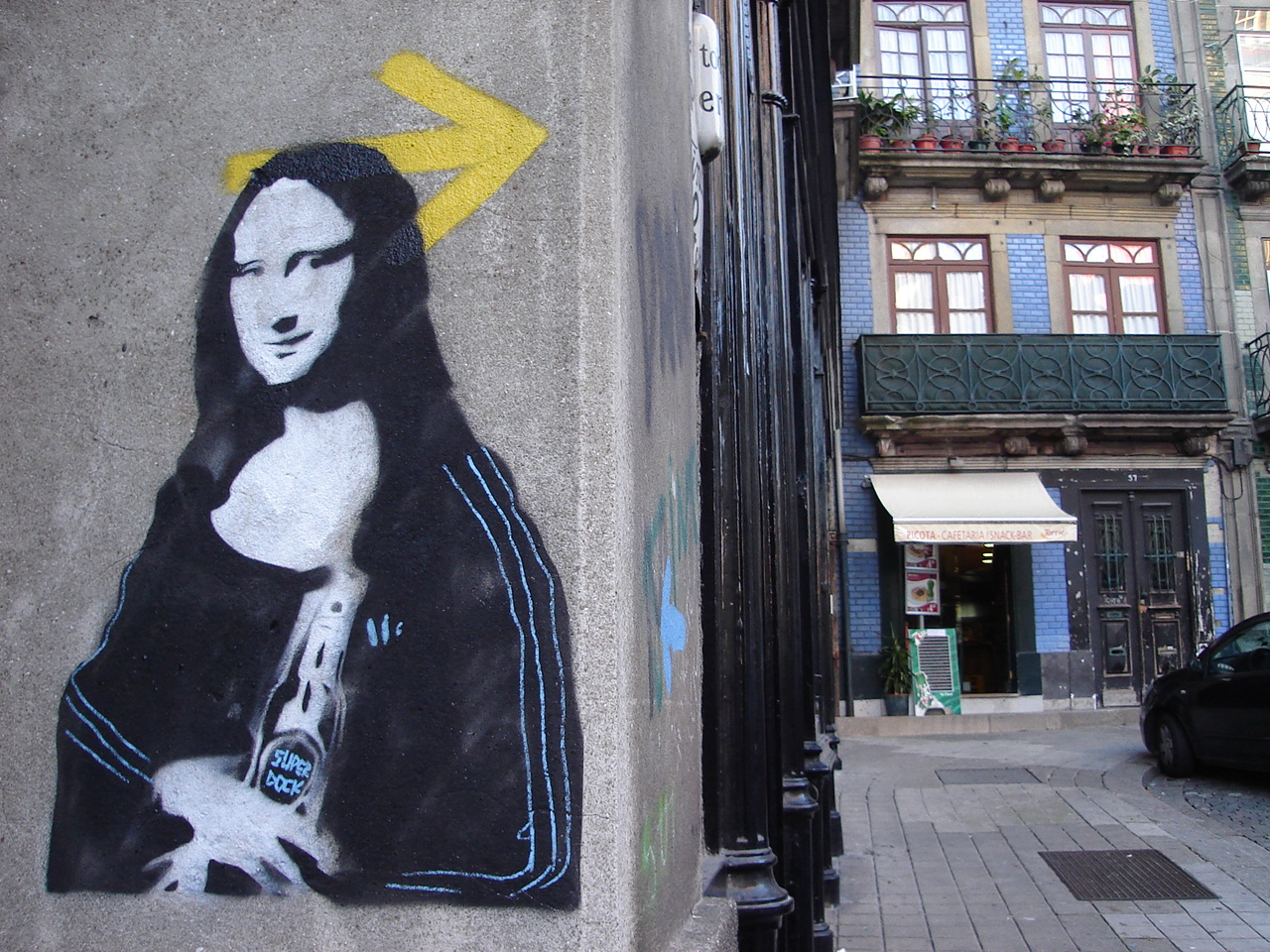
Mona Lisa, grafit a Porto (Portugal).